# Helga Gnauer
Helga Gnauer (Viena, 9 de octubre de 1929-Kreuttal, 24 de enero de 1990) fue una deportista austríaca que compitió en esgrima, especialista en la modalidad de florete. Ganó una medalla de bronce en el Campeonato Mundial de Esgrima de 1957 en la prueba por equipos.

## Palmarés internacional
| Campeonato Mundial | Campeonato Mundial | Campeonato Mundial | Campeonato Mundial  |
| Año                | Lugar              | Medalla            | Prueba              |
| ------------------ | ------------------ | ------------------ | ------------------- |
| 1957               | París (Francia)    | Medalla de bronce  | Florete por equipos |